# 我的2010
《我的2010》（英語：My 2010）是香港無綫電視的一個討論式電視節目。於2011年1月23日至2011年3月27日逢星期日晚上23:00至23:30在翡翠台及高清翡翠台同步播映，及於tvb.com提供節目重溫，共8集。旁白為陳永業，節目主要講述不同的香港人於2010年一個經歷了2010年廣州亞運會、馬尼拉人質事件等所發生的故事，是一個非新聞性的年度回顧節目。

## 每集主題和嘉賓
| 集數 | 播映日期      | 主題               | 嘉賓   | 身份                                 | 監製   |
| 1    | 1月23日（日） | 《巾幗英「紅」》   | 惠英紅 | 香港藝人                             | 賴偉棠 |
| 2    | 1月30日（日） | 《傅家第一金》     | 傅家俊 | 香港桌球運動員                       | 李漢源 |
| 3    | 2月6日（日）  | 《美麗的九十後》   | 陳晞文 | 香港滑浪風帆運動員                   | 黃中濠 |
| 3    | 2月6日（日）  | 《美麗的九十後》   | 賴倩敏 | 女騎士                               | 黃中濠 |
| 3    | 2月6日（日）  | 《美麗的九十後》   | 林欣彤 | 樂壇新星                             | 黃中濠 |
| 4    | 2月13日（日） | 《明天天晴》       | 劉惠賢 | 2009年底醉駕車禍死者諸志成老師之遺孀 | 張嘉玲 |
| 4    | 2月13日（日） | 《明天天晴》       | 劉美詩 | 前康泰旅行社總經理                   | 張嘉玲 |
| 5    | 2月27日（日） | 《非凡真我》       | 麥長青 | 香港藝人                             | 陳志球 |
| 6    | 3月6日（日）  | 《沒有你．還有愛》 | 廖安麗 | 香港演員                             | 張嘉玲 |
| 7    | 3月13日（日） | 《愛的種籽》       | 袁鎮滔 | 香港公關                             | 張嘉玲 |
| 7    | 3月13日（日） | 《愛的種籽》       | 張文強 | 熟食大排檔老闆                       | 張嘉玲 |
| 8    | 3月27日（日） | 《最後．最難忘》   | 梁靖琛 | 末代會考生                           | 陳志球 |

## 收視
以下為本節目於香港無綫電視翡翠台、高清翡翠台之收視紀錄：
| 集數 | 日期          | 平均收視 | 最高收視 |
| ---- | ------------- | -------- | -------- |
| 1    | 2011年1月23日 | 16點     |          |
| 2    | 2011年1月30日 | 14點     |          |
| 3    | 2011年2月6日  | 14點     |          |
| 4    | 2011年2月13日 | 17點     |          |
| 5    | 2011年2月27日 |          |          |
| 6    | 2011年3月6日  |          |          |
| 7    | 2011年3月13日 |          |          |
| 8    | 2011年3月20日 |          |          |

## 外部連結
- TVB《我的2010》官方網頁 （页面存档备份，存于）
- MyTV《我的2010》重溫[永久]